# Brasseuse

Brasseuse este o comună în departamentul Oise din Franța. În 1 ianuarie 2022 avea o populație de 114 de locuitori.